# Тимин, Александр Иванович
Александр Иванович Тимин (1910—1993) — советский художник-живописец, скульптор, театральный художник и график. Член СХ СССР (1933). Лауреат Государственной премии РСФСР имени М. И. Глинки (1972). Заслуженный деятель искусств РСФСР (1957). Народный художник РСФСР (1959). Заслуженный деятель искусств Бурятской АССР.

## Биография
Родился 11 сентября 1910 года в городе Камень-на-Оби Томской губернии.
С 1925 по 1930 обучался в Омском художественно-промышленном техникуме имени М. А. Врубеля, его учителями были такие педагоги как Е. А. Клодт и В. П. Трофимов.
С 1933 года начал работать в Бурят-монгольском отделении Союза художников СССР, работал вместе с такими бурятскими художниками, как Р. С. Мэрдыгеев, Ц. С. Сампилов, Г. Е. Павлов и А. А. Окладников.
С 1934 по 1940 годы А. И. Тимин работал художником в Бурятском государственном академическом театре драмы.
С 1940 года работал художником-постановщиком, с 1948 года — главным художником Бурятского академического театра оперы и балета.
С 1930 года был постоянным участником краевых, республиканских и всесоюзных выставок. В 1940 и в 1959 годах был участником I и II декады бурятского искусства и литературы проходивших в Москве. В 1985 и в 1986 годах был участником персональных выставок, проходивших в Республиканском художественном музее имени Ц. С. Сампилова (Улан-Удэ).
А. И. Тимин был автором таких работ как: живопись — 1940 год — «Сбор ясака», 1947 год — «Портрет артиста и режиссёра А. И. Канина», 1950 год — «Портрет народного артиста СССР Цыдынжапова в роли Отелло», 1959 год — «У истоков дружбы»; оформление спектаклей — оперы: 1948 год — «На Байкале», 1971 год — «Энхэ Булат-Батор», балет: 1972 год — «Сын земли» и «Красавица Ангара» (А. И. Тимин был участником оформления более ста спектаклей); скульптура: 1954 год — памятник В. М. Серову (Улан-Удэ), «памятник путешественнице А. Потаниной» (Кяхта) и конная группа на фронтоне Бурятского театра оперы и балета (Улан-Удэ), 1957 год — памятник Доржи Банзарову, 1965 год — бюст Николая Бестужева (Новоселенгинск), 1969 год — памятник Герою Советского Союза В. Б. Борсоеву (Улан-Удэ).
В 1933 году А. И. Тимин был избран членом Союза художников СССР.
В 1957 году Указом Президиума Верховного Совета РСФСР А. И. Тимину было присвоено почётное звание Заслуженный деятель искусств РСФСР, в 1959 году — Народный художник РСФСР.
В 1970 году А. И. Тимин был удостоен Республиканской премии Бурятской АССР
В 1972 году Постановлением Совета Министров РСФСР «за новую редакцию балетного спектакля „Красавица Ангара“ Л. К. Книппера и Б. Б. Ямпилова, поставленного на сцене Бурятского государственного академического театра оперы и балета» А. И. Тимин был удостоен Государственной премии РСФСР имени М. И. Глинки.
Умер 24 января 1993 года в Улан-Удэ.

## Награды
- Орден Трудового Красного Знамени (31.10.1940)[9] — за выдающиеся заслуги в деле развития Бурят-Монгольского театрального и музыкального искусства.
- Орден Дружбы народов
- Орден Знак Почёта

### Звания
- Народный художник РСФСР (1959 — «за большие заслуги в области искусства»)
- Заслуженный деятель искусств РСФСР (1957)
- Заслуженный деятель искусств Бурятской АССР

### Премии
- Государственная премия РСФСР имени М. И. Глинки (1972 — «за новую редакцию балетного спектакля „Красавица Ангара“ Л. К. Книппера и Б. Б. Ямпилова, поставленного на сцене Бурятского государственного академического театра оперы и балета»)
- Республиканская премия Бурятской АССР (1970)